# Gösta Thulin
Gösta Gabriel Thulin, född den 17 december 1905 i Stockholm, död den 11 april 1996 i Lidingö församling, Stockholms län, var en svensk jurist. Han var son till Gabriel Thulin.
Thulin avlade studentexamen 1923 och juris kandidatexamen vid Stockholms högskola 1928 samt genomförde tingstjänstgöring 1929–1931. Han började tjänstgöra i Svea hovrätt 1932, blev tillförordnad fiskal där 1933, adjungerad ledamot 1936, assessor 1939, hovrättsråd 1945 och 1950, revisionssekreterare 1946 (tillförordnad 1942) och ordförande på avdelning i Svea hovrätt 1958. Thulin var vattenrättssekreterare i Söderbygdens vattendomstol 1939–1941, sekreterare i fiskerättskommittén 1944–1947, sakkunnig i justitie-, försvars- och jordbruksdepartementen 1947–1956, vice ordförande i vattenöverdomstolen 1952–1957 och häradshövding i  Stockholms läns västra domsaga 1959–1972. Han var ordförande i Svenska fiskevårdsförbundet 1948–1954 och i Fiskefrämjandet 1950–1954. Thulin publicerade Fritt fiske och enskilt (1950, 1962), Fiskelag och vattengräns (1955, tillsammans med Carl Romberg), artiklar i Norstedts juridiska handbok, Svenskt fiskelexikon (1955) och i fackpress. Han blev riddare av Nordstjärneorden 1948 och kommendör av samma orden 1963.